# Curtis Dodge
Curtis Elliot Dodge (ur. 2 grudnia 1992) – walijski zapaśnik walczący w stylu wolnym, judoka i zawodnik MMA. Brązowy medalista Igrzysk Wspólnoty Narodów w 2018 i jedenasty w 2022 roku, gdzie reprezentował Walię.
Mistrz Wspólnoty Narodów w judo w 2012 roku.
Wygrał zawodową walkę MMA w 2015 roku.